# مفهوم الحرية
مفهوم الحرية هو كتاب للمفكر المغربي عبد الله العروي يناقش فيه مفهوم الحرية، من خلال مجموعة من الحقوق المعرفية سواء في التاريخ أو الفلسفة أو علم الاجتماع وعلم السياسة... ، و هو دراسة لمختلف التيارات الفكرية  التي قاربت المفهوم من مختلف الزوايا النظرية و التطبيقية . و إذا كانت الحرية مطلب كل الشعوب و كل الأشخاص فالكاتب يبرز أن المفهوم له خلفيات و دلالات ليست كلها واضحة كما يعتقد العديد من الناس.
و الكتاب  صدر لأول مرة عام 1983، وطبع عدة طبعات عن دار النشر المركز الثقافي العربي بالدار البيضاء في المغرب .

## محتويات الكتاب
- تمهيد
- الفصل الاول  : طوبى الحرية في المجتمع الإسلامي التقليدي
- الفصل الثاني: الدعوة إلى الحرية عهد التنظيمات
- الفصل الثالث: الحرية الليبرالية
- الفصل الرابع: نظرية الحرية
- الفصل الخامس: اجتماعيات الحرية
- استنتاجات

## ملخص الكتاب

### الفصل الاول  : طوبى الحرية في المجتمع الإسلامي التقليدي
يسجل الكاتب أولا أن المجتمع العربي الإسلامي لا يفهم من كلمة حرية كما تفهمها أوروبا الليبرالية ، و قدم الكاتب مجموعة من الأدلة التاريخية على ذلك ، و يتتبع الكاتب مادة حرّر في اللغة: فيخلص الى أن لها أربعة معان: معنى خلقي و معنى قانوني و معنى اجتماعي و معنى صوفي، و يعتبر هذه المعاني ضيقة و ناقصة مقارنة بالمفهوم الغربي.
أما الفقه الإسلامي فيربط الحرية الشخصية بمفهوم المروءة ، و يشترك مع علم الكلام في النظر على المفهوم  من زاوية قانونية أخلاقية عكس التصور الليبرالي الذي يدور حول الفرد الاجتماعي .و يمكن إذن التمييز  بين حرية نفسانية ميتافيزيقية، يتناولها الفكر الإسلامي بالتحليل، وبين حرية سياسية اجتماعية، ينكب عليها الفكر الليبرالي ويحصر فيها كل تساؤلاته ومناقشاته
و يلجأ الكاتب الى البحث عن تعابير أخرى ترتبط بالحرية في الوسط الاسلامي و العربي مثل البداوة التي  ترمز إلى الحياة المطلقة، و كثيرا ما كان البدو رادعا للحكم المطلق. و العشيرة حيث قانونها يعين الفرد المنتمي لها على تحقيق الحرية بالمحافظة على الحقوق المكتسبة و الامتيازات الموروثة. و التقوى حيث الائتمار بالشرع في نظر المسلمين يحرر للعقل من قيود الجسم و الشهوة ،كما يعد الفرد المتبع لها برضا العشيرة و التصوف: الذي يمكن الفرد من تمثل الحرية بالمعنى المجرد المطلق و هو حرية وجدانية مهما كان شكل الدولة و ينتقد الكاتب مفهوم المستشرقين للدولة الإسلامية  و علاقتها بالحرية و يعتبر أن الدولة الاسلامية لم تطوق كل حياة الفرد الاسلامي عكس الدولة الليبرالية المحدثة

### الفصل الثاني: الدعوة إلى الحرية عهد التنظيمات
بداية من القرن الثامن عشر حدث تحول في المجتمع العربي الاسلامي حيث اتسع نطاق الدولة فنتج عن ذلك ضغط على الجماعات المستقلة مثل العشائر، فقضت جزئيا أو كليا على البداوة و العشيرة و التصوف ، فأصبح هناك تقليص لمجال الحرية في شكلها الاول ثم جاء نقض الحنطة و العائلة و الزاوية، فارتفعت مطالب تحرير المرأة و الأبناء مما أدى إلى توسع مجال الدولة و أصبحت المطالبة بالحرية لها بعد سياسي.

### الفصل الثالث: الحرية الليبرالية
تقر الليبرالية في صورتها المبسطة أن الفرد هو أصل المجتمع وأن الحرية حقه البديهي والطبيعي. لا تطرح أبدا الحرية كمشكل بل تسجلها فقط كظاهرة طبيعية تابعة لوجود الفرد على وجه الأرض. والليبرالية تعتبر الحرية المبدأ والمنتهى الباعث والهدف الأصل والنتيجة في حياة الإنسان ، وهي المنظومة الفكرية الوحيدة التي لا تطمع في شيء سوى وصف النشاط البشري الحر وشرح أوجهه والتعليق عليه
وترتبط أولا بمفهوم الذات الذي يميز الفلسفة الغربية الحديثة و ثانيا بمفهوم الفرد العاقل و ثالثا بمفهوم المبادرة الخلاقة، ورابعا  بمفهوم المغايرة و الاعتراض و صيانة حقوق المخالفين. و أورد المؤلف كتاب جون ستيوارت ميل "في الحرية" حيث يركز تحليلاته حول خطر هيمنة الدولة على الأفراد مدافعاً بحرارة عن مبادرة الفرد وحقه في نقض الإجماع. و يرى "ميل" أيضا أن النقاش المتجدد و المفتوح في جميع المسائل ضروري للتقدم البشري، و حيثما كان الاستبداد توقف التاريخ و التقدم. و يسجل أن الحرية قد لا تحل كل المشاكل الاجتماعية .
و من جهة آخرى تأثر مفكرو جيل محمد عبده وعبد الرحمن الكواكبي وخير الدين التونسي، و جيل لطفي السيد وطه حسين وحسين هيكل وطاهر الحداد بالمنظومة الليبرالية. لكنهم حسب المؤلف لم يضعوا جميعاً قضية الحرية في إطار فلسفي ولا بحثوا لها عن الأصل و المدى ، وإنما اكتفوا بوصفها والمطالبة بها.
ما الذي يميز المؤلفين العرب الليبراليين ؟
ما يميزهم حسب الكاتب هو القول بأن الإسلام في صميمه دعوة إلى الحرية و إرادة تأصيلها في عمق المجتمع و التاريخ الإسلاميين، لكن الكاتب ينتقد فهمهم هذا ، و يرى أنهم لم يقوموا بإجراء فحص نقدي على المنظومة الفكرية الليبرالية  بالمعنى الفلسفي، و اكتفوا بتمجيد الحرية فقط، و لم يتصوروا أنها قد تشكل أحيانا  مشكلة عوض أن تكون حلا لجميع المشكلات ، كما اعتبر أن الليبرالية العربية لم تتولد آليا عن الليبرالية الغربية. بل تولدت عن حاجة  المجتمع العرب إليها .

### الفصل الرابع: نظرية الحرية
يُفصّل المؤلف مفهوم الحرية في الفلسفة الألمانية فيعتبر أن هيغل دحض  مفهوم الحرية الوجدانية و رفض الذاتية الفردية التي وضعتها  الليبرالية. و اعتبر أنها تتحقق في الدولة عبر انسياب التاريخ إلى نهايته ،أي أنه وضع مشكل الحرية في نطاق الدولة و ليس نطاق الوجدان. وعند مقارنتها بنظرية الحرية في الماركسية يخلص إلى وجود مطابقة بينها و نظرية هيغل ، لكن ما يميز ماركس أنه لا يؤله الدولة كما قام بذلك هيغل  بل يضع محلها الطبقة العاملة . أما الوجودية فتنطلق من الحرية الوجدانية و ترى أن كل شيء مشروط بالذات ، كما تقر بها  كظاهرة بديهية مثلما تفعل  الليبرالية، غير أنها تنقل ميدان الحرية من المجتمع إلى نفس الفرد.

### الفصل الخامس: اجتماعيات الحرية
في علاقة الحرية بالعلم يرى الكاتب أن   المفكرين في بداية العهد الحديث نظروا إلى  العلم باعتباره الوسيلة لتحرير الإنسان من قيود الطبيعة، لكن التجربة أظهرت في هذا القرن أن العلم قد يخدم الحرية كما قد يحاصرها ويقضي عليها. كما يخلص إلى أن حرية الفرد مرتبطة بتقدم طبقته ومجتمعه والنوع البشري بعامة .
و يبحث الكاتب مستوى التحرر الذي يكون قد أحرزه الفرد العربي المعاصر في كل ميدان من ميادين العلوم الاجتماعية  الثلاثة و هي :علم الاقتصاد و علم الاجتماع وعلم السياسة: ففي علم الاقتصاد  يقر الكاتب أن الاقتصاد وحده لا يضمن التحرر، ذلك انه يعطي فقط وسائل التحرر في ظروف معينة. فهو مشروط إذن بتحقيق تلك الظروف السياسية والثقافية والنفسانية. و لا يكفي وحده لإنارة طريق الحرية الفعلية، أما علم الاجتماع  فأهم شرط فيه هو المشاركة و هي  المعيار الظاهر والواضح للحرية السياسية. ...و مفهوم المشاركة متأصل أولاً في مفهوم السيادة الشـعبية الذي لا يتأتى أي علم اجتماعي حديث بدونه، و ثانيا في مفهوم التنمية. و على مستوى علم السياسة  ،يسجل الكاتب نقص البحوث السياسية حول البلدان العربية و يغلب  عليها ان تكون  بلغات أجنبية و منجزة من معاهد خارج العالم العربي .

## نقد الكتاب
لقد ظل عبد الله العروي مسكونا في هذا الكتاب بهاجس التأخر hلتاريخي الذي ترزح تحته الأمة العربية الاسلامية ، و تفكيكه للمفهوم نابع من إدراكه أنه قطعة أساسية من الحداثة ، لكن يعتبر البعض أن الكاتب ظل متأثرا بالفكر الليبرالي لمفهوم الحرية، و و تكشفت رغبته في إسقاطه على المنظومة الفكرية باسم القطيعة الإبستيمية، وهذا ما يُسقط في أزمة منهجية، تتضح في عدم الانطلاق من الموروث الاسلامي بغية بلورة دلالات فلسفية للمفهوم،كما انتقد البعض وقوفه عند المنهج النقدي وعدم تطوير مجال الكشف عن الحلول والمعالجة الجذريّة. حيث تبقى محاولته مجرّد معالجة نقديّة خالية من كيفيّات تجاوز المعوّقات، وحلحلة الأوضاع في الحقل الثّقافي الحامل لمصطلح الحرّيّة.

## اقتباسات
حينما نعي حق الوعي أن تحليل المفاهيم هو وسيلة لتنوير الذهن وتقويم المنطق نكون قد قطعنا شوطاً بعيداً نحو التقريب بين الفكر والعمل
إن تجربة المجتمع الإسلامي في مجال حرية الفرد أوسع بكثير مما يشير إليه نظام الدولة الإسلامي التقليدي.
إن الوجودية تلتقي مع الماركسية في المنبع وتتعارض معها في الاستنتاج. تلتقي معها على مستوى الفلسفة عندما تقر أن الحرية مفهوم إنساني وأن الإنسان حر بالتعريف وتتعارض معها في ميدان التاريخ والاجتماع حيث ترفض أن تنتظر نهاية التاريخ وتحقيق المجتمع الكامل لكي تتمتع بالحرية.
لقد خضعت البلاد العربية مدة طويلة، بسبب الاحتلال الاستعماري، لعلم الاجتماع الوضعي الذي أهمل شخصية الفرد وركز على الجماعات، أي على التقاليد التي تتحكم في الوجدان من الخارج وكأنها قدر لا يُدفع. وبكل أسف ولأسباب تستحق الفحص ما زال هذا الاتجاه هو الغالب في كثير من المؤسسات التعليمية العربية 
إذا كانت كلمة حرية جارية على ألسنة عرب اليوم فمفهومها غير واضح ولا راسخ في أذهانهم وواقعها غير محقق في سلوكهم.